# Leptosiphon androsaceus
Leptosiphon androsaceus är en blågullsväxtart som beskrevs av George Bentham. Leptosiphon androsaceus ingår i släktet Leptosiphon och familjen blågullsväxter. Inga underarter finns listade i Catalogue of Life.

## Bildgalleri

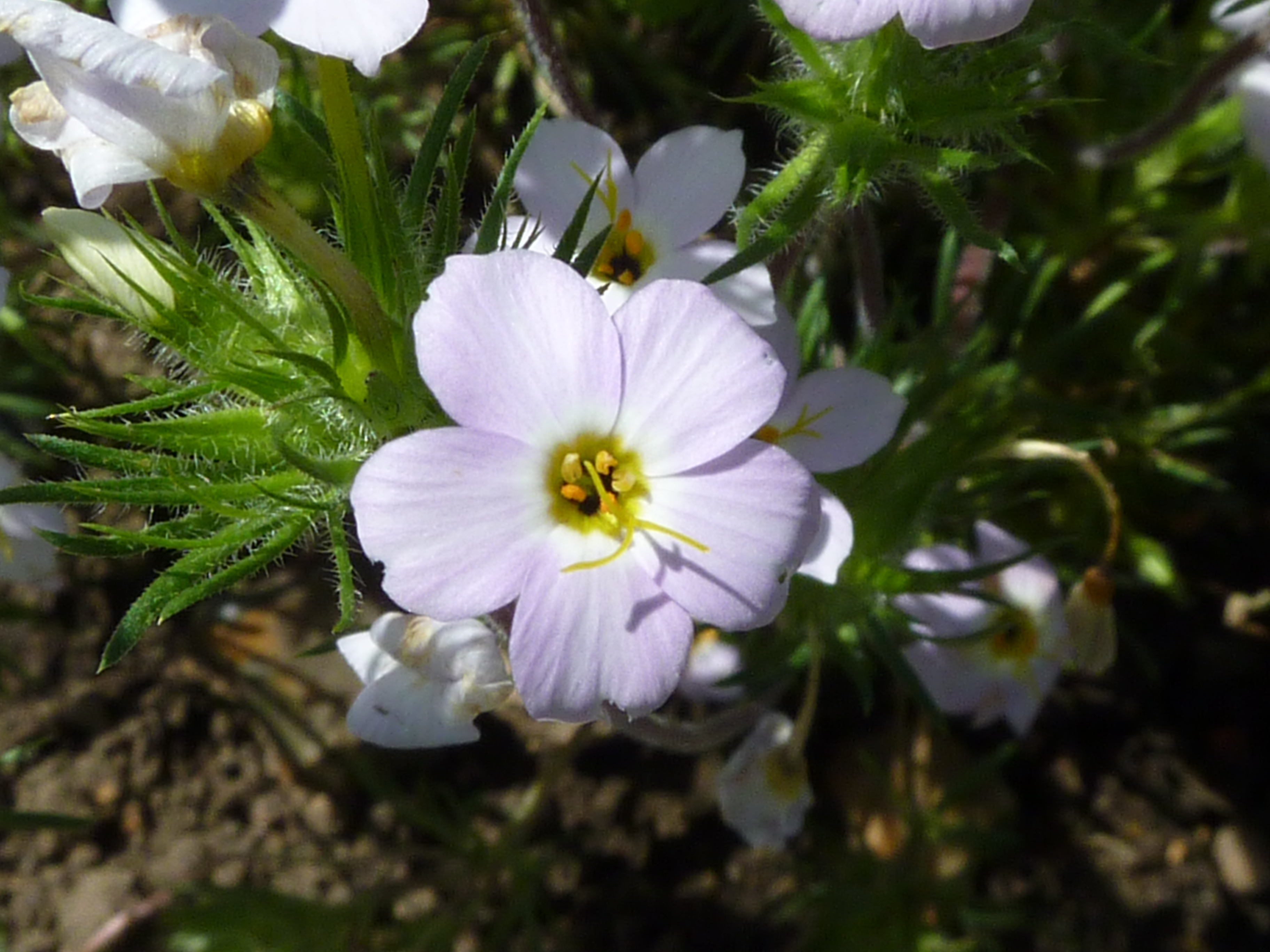
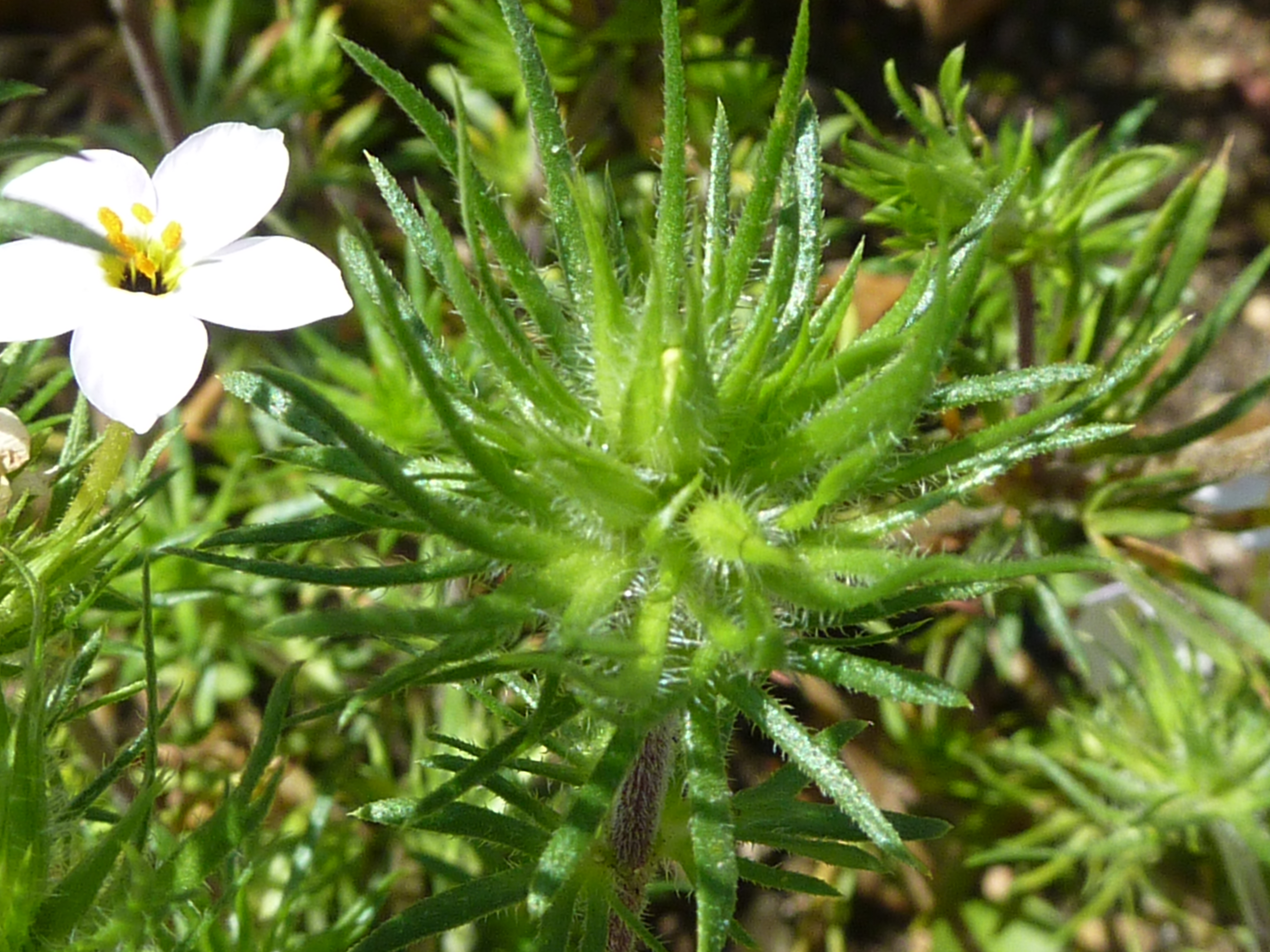
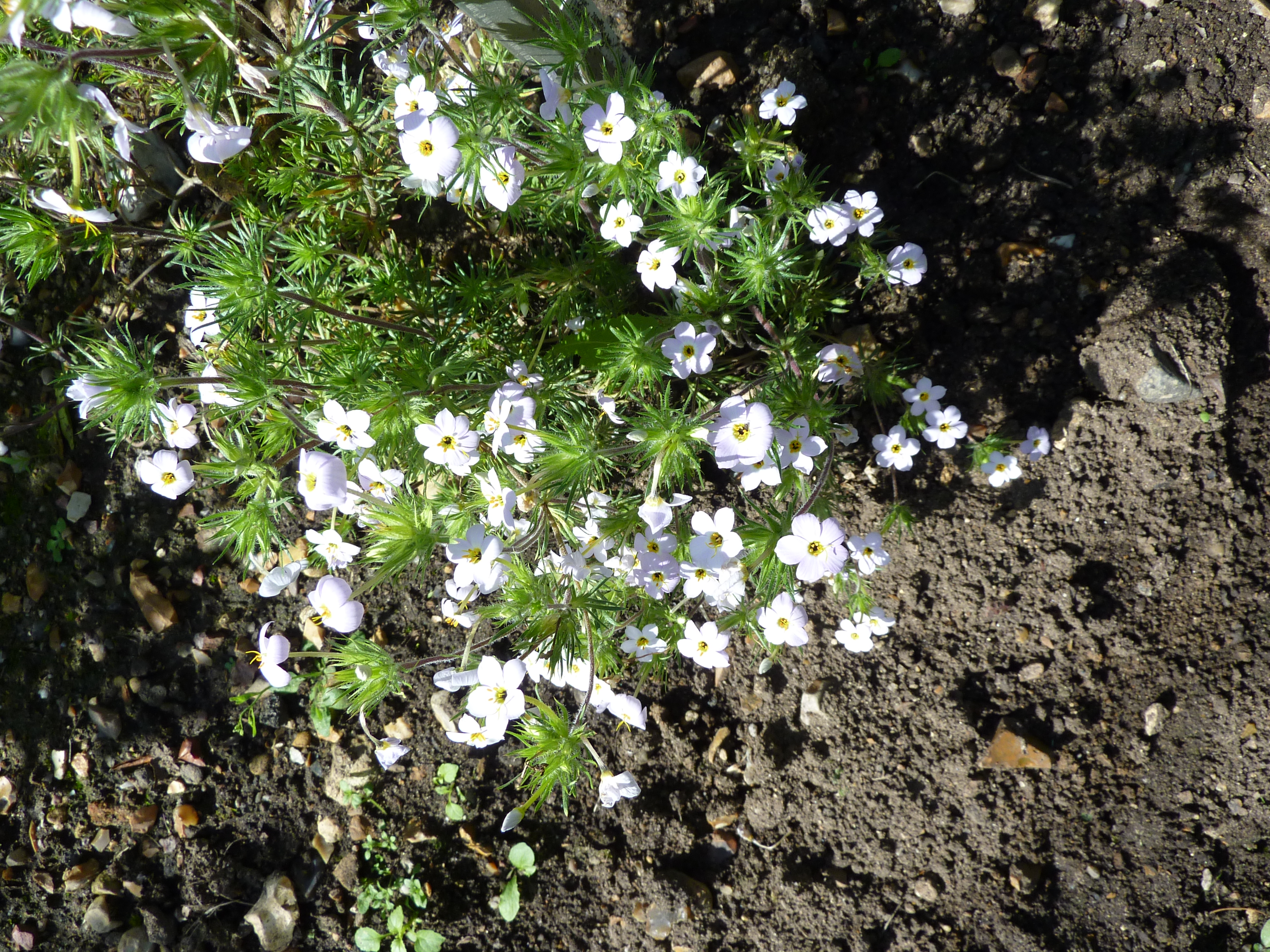